# Yoichi Kajiyama
Yoichi Kajiyama (梶山 洋一 Kajiyama Yoichi?), född 8 september 1971 i Hiroshima prefektur, är en japansk före detta fotbollsspelare.
Kajiyama började sin karriär i Kawasaki Steel (Vissel Kobe). Han avslutade karriären 1997.